# Tasi István
Dr. Tasi István, szerzetesi nevén: Isvara Krisna Dásza (Eger, 1970. február 21. –) kulturális antropológus, vaisnava teológus és lelkész, tagja a Magyarországi Krisna-tudatú Hívők Közösségének, s a Bhaktivedanta Hittudományi Főiskola tanára. A védikus kreacionizmus és az intelligens tervezés egyik legismertebb magyarországi képviselője.

## Élete
Tasi István az Eötvös Loránd Tudományegyetem Bölcsészettudományi Karán végzett kulturális antropológusként 1997-ben, vaisnava teológus diplomáját 2005-ben kapta. A Tattva című folyóirat munkatársa. Vezetésével működik a Védikus Tudományok Kutatóközpontja, amelynek célkitűzése a különféle tudományterületeken vizsgálni „a modern tudomány és a vaisnava filozófia közötti összefüggéseket”.
Az egyesületként működő Értelmes Tervezettség Mozgalom (ÉRTEM) korábbi vezetője, jelenleg elnökségi tagként vesz részt a munkacsoport munkájában, melynek célja az intelligens tervezés nézetének széles körű megismertetése.
Néhány éven keresztül a Pax televízió spirituális műsorának egyik állandó műsorvezetője, és a SZINTÉZIS Szabadegyetem rendszeres előadója volt. Műsorainak és előadásainak leggyakoribb témái: lélekvándorlás, halálközeli élmények, vegetarianizmus, az élet és a fajok eredete, védikus pszichológia, környezetvédelem.
Vendége volt a Mindentudás Egyeteme rendezvénysorozat Véletlen-e, hogy vagyunk? című beszélgetésének, az MTV-ben Veiszer Alinda „Záróra” című műsorának, az RTL Klubban több alkalommal a Szívvel-lélekkel című műsornak.
2009-ben A természet IQ-ja című könyvét – melyet Hornyánszky Balázzsal közösen írt – az Egyesült Államokban USA Book News a tudomány kategória három legjobb könyve közé választotta és az „Az év legjobb könyvei” díjjal tüntette ki. Az eredményről több média, így a Duna tévé is beszámolt.
Kritikusok szerint a könyv nem vehető komolyan mivel a szerzők egyike sem végzett komoly etológiai kutatásokat.
"Úgy emlékszem, hogy lapozgattam és nagyon felbosszantott, hogy az etológiához semmit sem értő emberek, hogyan merészelnek ilyen állításokat megfogalmazni. Választ sem cikk, sem könyv formájában nem lesz, mert a hit ellen nem lehet logikai érvekkel hadakozni. A könyv szerzői hisznek abban, hogy nem volt evolúció és ezen hitüket semmiféle érvelés nem fogja megszüntetni." (https://web.archive.org/web/20130313093318/http://mindentudas.hu/elodasok-cikkek/item/11-az-emberi-term%C3%A9szet-biol%C3%B3giai-gy%C3%B6kerei.html)
Csányi Vilmos etológus, akadémikus
A Magyar Tudomány (az MTA folyóirata) főszerkesztőjeként ugyanakkor Csányi Vilmos etológus lehetővé tette, hogy "Tudomány a bíróságon" címmel Tasi István megjelentessen egy tanulmányt a folyóiratban, amely az intelligens tervezettség felfogásának lényegét ismerteti.
Tasi István doktori fokozatát 2016-ban szerezte az ELTE-n, tudománytörténeti témában. Teljes publikációs listája a Magyar Tudományos Művek Tárában elérhető.

## Könyvei
- Tasi István. Ahol megáll a tudomány. Somogyvámos: LAL Kiadó, a Bhaktivedanta Kulturális és Tudományos Intézet közreműködésével. (a katalógusokban formailag hibás ISBN-nel szerepel) ISBN 963863410 (1999)
- Hornyánszky Balázs, Tasi István. A természet IQ-ja. Budapest: Kornétás Kiadó (2002, angolul Torchlight Publishing, 2009.). ISBN 9639353094

- Tasi István. Kereszténység és Krisna-hit. Párhuzamok és eltérések.. Somogyvámos: LAL Kiadó (2003). ISBN 9789632127958

- Tasi István. Mi van, ha nincs evolúció? Intelligens tervezés: egy életrevaló elmélet. Budapest: Kornétás Kiadó (2007). ISBN 9789639353633

## Szerkesztett kötetek
- Tasi István (szerk.). A tudomány felfedezi Istent: intelligens tervezés – az evolúcióelmélet új riválisa. Budapest: Aeternitas Irodalmi Műhely (2004). ISBN 9632163176

- Tasi István (szerk.). Van-e természetfölötti – Pillantás az anyag függönye mögé. Somogyvámos: LAL Kiadó (2005). ISBN 9789638677242

- Tasi István (szerk.). Az intelligens válasz. Spontán evolúció vagy tudatos tervezés révén jött létre az élővilág?. Budapest: Kornétás Kiadó (2009). ISBN 9789639353909